# Paloma Lázaro
Paloma Lázaro Torres del Molino (Madrid, 28 settembre 1993) è una calciatrice spagnola, attaccante del Servette Chênois.

## Carriera

### Club
Paloma Lázaro dal 2007 veste la maglia del Rayo Vallecano, prima nella formazione B e in seguito passando dalla stagione 2010-2011 alla formazione titolare iscritta alla Superliga, l'allora denominazione del primo livello del campionato spagnolo. Alla sua prima stagione nella squadra titolare condivide con le compagne la vittoria in campionato, l'ultimo conquistato dalla società madrilena, rimanendovi altre tre stagioni.
Nell'estate 2014 si trasferisce al Madrid CFF, giocando nel campionato 2014-2015 in Segunda División; in quella stagione la squadra vince il gruppo 5 riuscendo così ad accedere ai play-off promozione ma venendo subito estromessa dalla corsa dall'Oiartzun già ai quarti di finale.
Durante il successivo calciomercato estivo trova un accordo con il Granadilla Tenerife, neopromosso in Primera División, rimanendo legata alla società con sede a Granadilla de Abona, nelle isole Canarie, fino al 2018.
Durante il calciomercato invernale 2018-2019 si trasferisce per la prima volta all'estero, sottoscrivendo un accordo con le baresi del Pink Sport Time per giocare in Serie A, livello di vertice del campionato italiano, per la seconda parte della stagione. Fa il suo debutto in campionato il 12 gennaio 2019, alla 13ª giornata, dove risulta decisiva siglando una doppietta nell'incontro vinto per 3-1 sulle avversarie del ChievoVerona Valpo.
Dopo mezza stagione in Puglia cambia squadra, rimanendo in Italia, passando alla Fiorentina, squadra con la quale partecipa, oltre che alla Serie A, anche alla Women's Champions League.
Nell'estate 2020 lascia le viola e si accorda per la stagione 2020-2021 con la Roma con la quale vince una Coppa Italia alla stagione d'esordio e, la stagione successiva, la Supercoppa femminile 2022, battendo la Juventus nel combattuto incontro allo stadio Ennio Tardini di Parma, risolto a favore delle giallorosse solo ai calci di rigore dopo che sia i tempi regolamentari che i supplementari si errano conclusi con una rete per parte.
Il 28 gennaio 2023, Lazaro passa al Parma, sempre in Serie A.
Il 3 agosto dello stesso anno, viene ingaggiata a titolo definitivo dal Napoli, neopromosso in massima serie.
Durante la sessione estiva di calciomercato 2024 viene annunciato il suo trasferimento al Servette Chênois.

## Statistiche

### Presenze e reti nei club
(Parziali) Aggiornate al 26 maggio 2024.
| Stagione        | Squadra          | Campionato      | Campionato | Campionato | Coppe nazionali | Coppe nazionali | Coppe nazionali | Coppe continentali | Coppe continentali | Coppe continentali | Altre coppe | Altre coppe | Altre coppe | Totale | Totale |
| Stagione        | Squadra          | Comp            | Pres       | Reti       | Comp            | Pres            | Reti            | Comp               | Pres               | Reti               | Comp        | Pres        | Reti        | Pres   | Reti   |
| --------------- | ---------------- | --------------- | ---------- | ---------- | --------------- | --------------- | --------------- | ------------------ | ------------------ | ------------------ | ----------- | ----------- | ----------- | ------ | ------ |
| 2018-2019       | Pink Sport Time  | A               | 11         | 6          | CI              | -               | -               | -                  | -                  | -                  | -           | -           | -           | 11     | 6      |
| 2019-2020       | Fiorentina       | A               | 10         | 3          | CI              | 2               | 1               | WCL                | 2                  | 0                  | SI          | 0           | 0           | 14     | 4      |
| 2020-2021       | Roma             | A               | 21         | 8          | CI              | 4               | 3               | -                  | -                  | -                  | SI          | 1           | 0           | 26     | 11     |
| 2021-2022       | Roma             | A               | 21         | 10         | CI              | 7               | 3               | -                  | -                  | -                  | SI          | 1           | 0           | 29     | 13     |
| 2022-gen. 2023  | Roma             | A               | 9          | 0          | CI              | 1               | 0               | UWCL               | 9                  | 2                  | SI          | 1           | 0           | 20     | 2      |
| Totale Roma     | Totale Roma      | Totale Roma     | 51         | 18         | -               | 12              | 6               | -                  | 9                  | 2                  | -           | 3           | 0           | 75     | 26     |
| gen.-giu. 2023  | Parma            | A               | 12         | 3          | CI              | -               | -               | -                  | -                  | -                  | -           | -           | -           | 12     | 3      |
| 2023-2024       | Napoli           | A               | 23+2       | 1          | CI              | 4               | 1               | -                  | -                  | -                  | -           | -           | -           | 29     | 2      |
| 2024-2025       | Servette Chênois | LNA             | 14+3       | 3          | CS              | -               | -               | UWCL               | 2                  | 0                  | -           | -           | -           | 19     | 3      |
| Totale carriera | Totale carriera  | Totale carriera | 127        | 34         | -               | 18              | 8               | -                  | 13                 | 2                  | -           | 3           | 0           | 161    | 44     |

## Palmarès

### Club
- Campionato spagnolo: 1

Rayo Vallecano: 2010-2011
- Coppa Italia: 1

Roma: 2020-2021
- Supercoppa italiana: 1

Roma: 2022

### Nazionale
- Campionato d'Europa under 17: 1

2010